# سکرتاگوگ
یک سکرتاگوگ ماده‌ایست که ترشح ماده‌ای دیگر را سبب می‌شود. یک مثال در این زمینه گاسترین است که ترشح H+/K+ ATPase را از سلولهای جداره معده تحریک می‌کند (اسید معده ترشح شده توسط معده را افزایش می‌دهد). همچنین پنتاگاسترین، که یک گاسترین مصنوعی است، هیستامین، و استیل کولین از سکرتاگوگهای معدی هستند.
سولفونیل‌اورهها سکرتاگوگهای انسولین هستند، که انسولینی که توسط عملکرد مستقیم روی کانالهای KATP سلولهای بتای لوزالمعده تولید شده‌اند را رها می‌کنند. انسداد این مسیرها منجر به عدم تعادل و ترشح وزیکولها می‌شود.
آنجیوتنسین II سکرتاگوگی است که سبب ترشح آلدوسترون از غده فوق کلیوی می‌شود.